# Angelosz Anna nikaiai császárné
Angelosz Anna (1175/80 – 1212), görögül: Άννα Κομνηνή Αγγελίνα, bizánci császári hercegnő, nikaiai (bizánci) császárné. Az Angelosz-házból származott. Magyarországi Margit bizánci császárné unokahúga és Angelosz Eudokia bizánci császárné húga.

## Élete
III. (Angelosz) Alexiosz bizánci császár és Kamaterosz Eufrozina bizánci úrnő leánya.
1190 előtt feleségül ment Komnénosz Izsák szebasztokrátorhoz, akitől egy lánya, Teodóra született. Első férje halálát (1196 után) követően, 1199-ben feleségül ment Laszkarisz Theodóroszhoz, akitől öt gyermeke: két fiú és három leány született, de a fiai mind meghaltak kisgyermekkorukban. Férje 1204-ben vagy 1205-ben Anna sógorát, V. Alexioszt követte bizánci császárként Nikaiában, mivel 1204-ben a latin keresztesek elfoglalták Konstantinápolyt.

## Gyermekei
- 1. férjétől, Komnénosz Izsák (–1196 után) szebasztokrátortól, 1 leány:
  - Teodóra, 1. férje Ivanko (–1200) bolgár bojár, nem születtek gyermekei, 2. férje Dobromir Sztrez (–1209/11), Prosek[1] ura
- 2. férjétől, I. (Laszkarisz) Theodórosz (1171/73/74–1221/22) nikaiai (bizánci) császártól, 5 gyermek:
  - Irén (1200 körül–1239/41), 1. férje Palaiologosz Konstantin (Andronikosz) despota (–1212/16), gyermekei nem születtek, 2. férje III. Ióannész nikaiai császár (1192/93–1254), 1 fiú a 2. házasságából:
    - II. Theodórosz nikaiai császár (1221/22–1258), felesége Ilona (1224/25/26–1254 körül), II. Iván Aszen bolgár cár és Árpád-házi Mária (Anna) magyar királyi hercegnő lányaként II. András magyar király unokája, 5 gyermek, többek közt:
      - IV. Ióannész nikaiai császár (1250–1305 körül), nem nősült meg

  - Mária (1206 körül–1270), férje IV. Béla magyar király (1206–1270), 10 gyermek, többek között:
    - V. István magyar király (1239–1272), felesége Erzsébet (1240–1290 után) kun hercegnő, 7 gyermek, többek között:
      - Árpád-házi Anna (1260–1281), férje II. Andronikosz bizánci császár (1259–1332), 2 fiú

  - Miklós (1208 körül–1212 körül)
  - Eudokia (Zsófia) (1210 körül–1247 után), férje Cayeux-i Anseau, a Konstantinápolyi Latin Császárság régense (1195/1205–1247 után), 1 leány:
    - Eudokia (Mária) (–1275 előtt), férje Dreux de Beaumont (–1276/77), Sainte-Geneviève ura, a Szicíliai Királyság marsallja, 5 gyermek

  - Ióannész (–1212 körül)